# Gulliver utazásai

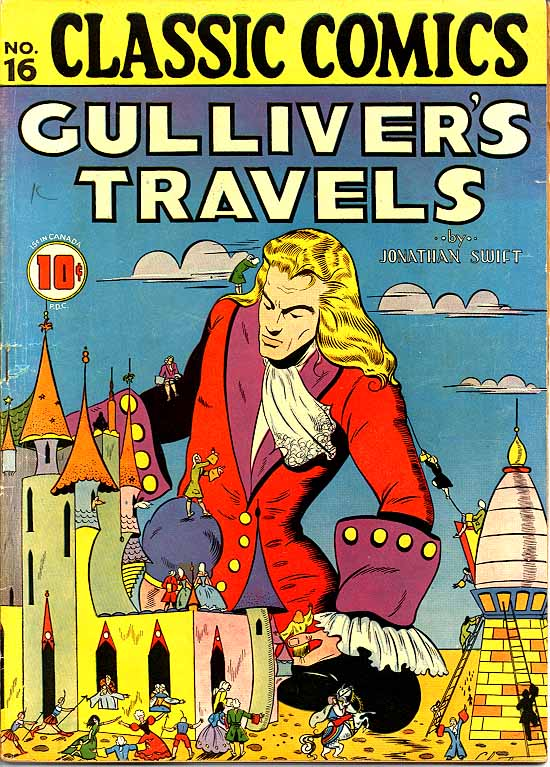
Lilian Chesney képregényének borítója

A Gulliver utazásai Jonathan Swift 1726-ban keletkezett szatirikus utazási regénye. Az érdekes és egyben izgalmas történet egy családapáról, Gulliverről szól, aki körbeutazza a világot, hogy többet tudhasson meg más kultúrákról, emberekről. Később fantasztikus vidékekre cseppen, úgy mint Lilliput, Brobdingnag, Lugnagg és a nyihahák országa.
A fantasy regény egy kitalált szereplő képzeletbeli utazásáról szól, de a valószínűség látszatával, egyes szám első személyben, konkrét dátumokkal.
A regény négy részből áll, négy utazást mesél el. A törpék országa és az óriások szigete a relativitást fejezi ki, az angol társadalmi viszonyok szatírájaként. A filozófusok földje a tudomány szatírája, a józan ész megcsúfolása (ahol a nép éhezik, miközben a föld termékeny). A lovak országa az emberi rend fölött kimondott kegyetlen ítélet: az embernél nincs undorítóbb lény a földön.
A történetekben mégis a pozitív emberi értékek állnak az értékrend csúcsán: az észszerűség, az erkölcsi tisztaság, az igaz emberség, a segítőkészség és az emberi méltóság. 

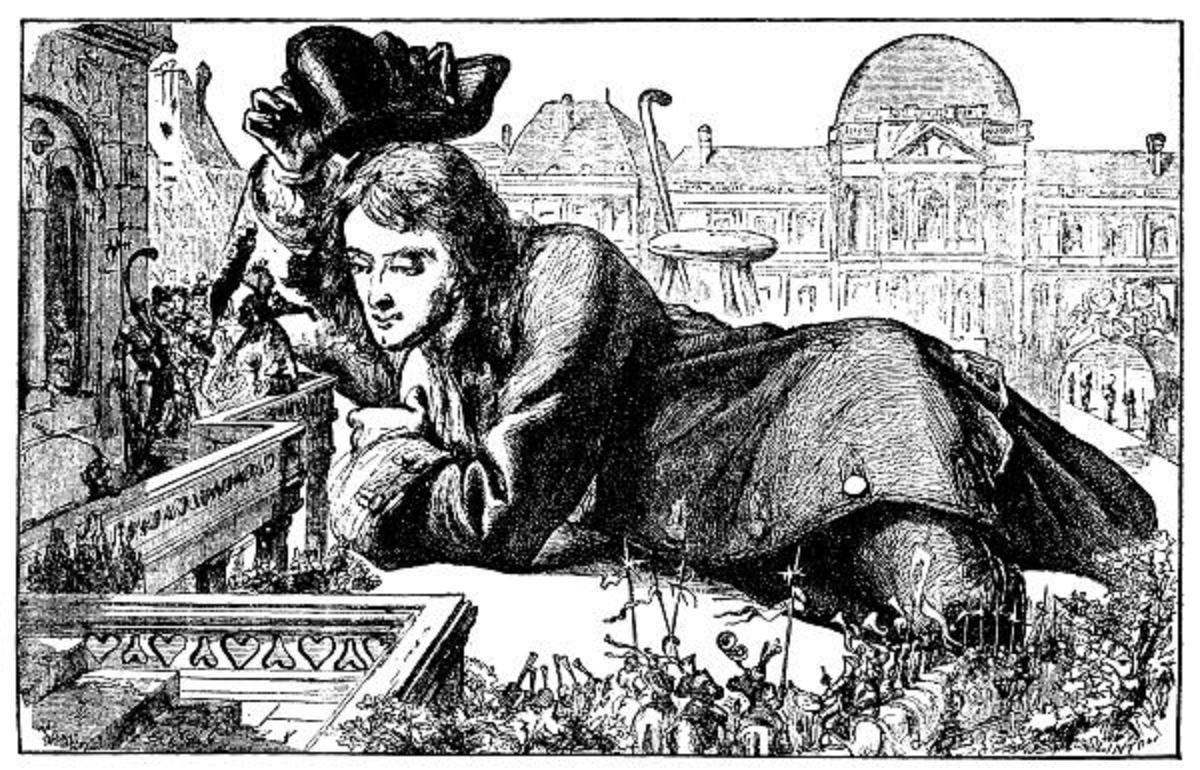
Gulliver Lilliputban

A könyv első ízben a Travels into Several Remote Nations of the World címmel jelent meg, és a könyvön nem volt feltüntetve a szerző neve.

## Feldolgozások
Jonathan Swift regényét többen feldolgozták.

### Filmek
- Gulliver utazásai[4] (amerikai rajzfilm, 1939)

- Gulliver a törpék országában (magyar tévéfilm, 1974)
- Gulliver az óriások országában (magyar tévéfilm, 1980)
- Gulliver utazásai (spanyol rajzfilm, 1983)
- Gulliver utazásai (Gulliver's Travels)[5] (amerikai film, 2010)

### Képregények
- Gulliver utazásai – Klasszikusok képregényben[6] (Lewis Helfand – Vinod Kumor, Kossuth Kiadó, 2011) ISBN 9789639926578

### Diafilmek
- Gulliver az óriások országában – Zórád Ernő rajzaival (Magyar Diafilmgyártó Vállalat, Budapest, 1955)[7]

## Magyarul

### 1919-ig
- Gulliver utazásai ismeretlen országokban; ifjúsági átdolg. Hoffmann Ferenc, ford. Battlay Imre; Bartalits, Pest, 1865
- Gulliver utazásai ismeretlen országokban Swift Jonathantól; ford. Hoffmann Ferenc; Nagel Bernát, Buda, 1871
- Gulliver utazásai ismeretlen országokban; ford., ifjúsági átdolg. Prém József; Révai, Bp., 1886 (Az ifjúság olcsó könyvtára)
- Gulliver utazásai; ifjúsági átdolg. Sándor A.; Nagel, Bp., 1888
- Gulliver utazásai ismeretlen országokba; ford. Vajdafy Ernő; Lampel, Bp., 1895
- Gulliver csodálatos kalandjai a törpék és óriások országában; Fehleisen után ford. Koltai Virgil; Eisler, Bp., 1897
- Gulliver csodálatos utazásai a törpék és az óriások országában; ifjúsági átdolg. Böngérfi János; Nagel, Bp., 1900
- Gulliver utazásai; átdolg. Egri György; Singer és Wolfner, Bp., 1905
- Gulliver csodálatos kalandjai a törpék és óriások országában; átdolg. Domokos Béla; Eisler, Bp., 1906
- Gulliver utazásai; ford., ifjúsági átdolg. Gáspárné Dávid Margit; Magyar Kereskedelmi Közlöny, Bp., 1907
- Gulliver utazásai a törpék birodalmában és az óriások földjén; ifjúsági átdolg.; új kiad.; Athenaeum, Bp., 1907
- Gulliver utazásai a világ messze tájaira; ifjúságnak átdolg., ford. Garády Viktor; Hajnal, Bp., 191?
- Gulliver utazásai; ford. Karinthy Frigyes; Révai, Bp., 1914 (Világkönyvtár)

### 1920–1944
- Gulliver utazásai, 1-2.; ford., bev. Wildner Ödön; Rózsavölgyi, Bp., 1923
- Gulliver az óriások között; Kellner, Bp., 1925 (Mesekönyvtár)
- Gulliver utazásai az óriások országában; átdolg. Szondy György; Dante, Bp., 1926
- Gulliver Liliputországban; Kellner, Bp., 1926 (Mesekönyvtár)
- Gulliver utazásai. Jonathan Swift regénye után, 1-2.; Pallas, Bp., 1926 (Tündérvásár könyvtára)
- Gulliver utazásai a törpék birodalmában; Athenaeum, Bp., 1933
- Gulliver utazásai a világ több távoli országába. Regény; ford. Pálóczi Horváth György; Az Est–Pesti Napló, Bp., 1935
- Gulliver törpeországban; Swift nyomán írta és rajzolta Róna Emy; Palladis, Bp., 1939
- Gulliver az óriások között; Chromo, Bp., 1941 (A kis művész)
- Gulliver a törpék országában; Chromo, Bp., 1941 (A kis művész)

### 1945–1989
- Gulliver utazása Lilliputban; Hungária, Bp., 1950
- Gulliver utazásai; ford. Szentkuthy Miklós; Szépirodalmi, Bp., 1952
- Gulliver a törpék országában; Testvériség-Egység, Újvidék, 1960
- Gulliver utazásai; átdolg., ford. Dancsó Jenő; Nolit, Beográd, 1967 (Ifjúsági klasszikusok)

### 1990–
- Gulliver Lilliputban; átdolg. Zsolnai Margit; Aranyhal, Bp., 2001 (A világirodalom klasszikusai gyerekeknek)
- Gulliver utazásai; gyerekek számára átdolg. T. Gabbe, ford. Biró Ágnes; Elektra Kiadóház, Bp., 2002
- Gulliver újabb utazásai; ford. Karinthy Frigyes, átdolg. Viktor Shatunov; Alexandra, Pécs, 2007
- Gulliver az óriások között; ford. Vajdafy Ernő, átdolg. Viktor Shatunov; Alexandra, Pécs, 2007
- Gulliver utazásai; átdolg. Martin Woodside, ford. Csonka Ágnes; Alexandra, Pécs, 2010 (Klasszikusok könnyedén)
- Gulliver utazásai; átdolg. Elke Leger, ford. Szabó Mária; Ciceró, Bp., 2011 (Klasszikusok kisebbeknek)
- Gulliver utazásai; átdolg. Lewis Helfand, ford. Németh Dorottya, Diószegi Dorottya; Ventus Libro, Bp., 2011 (Klasszikusok képregényben)
- Gulliver. Újrameséli Jonathan Coe; ford. Gács Éva; Kolibri, Bp., 2015 (Meséld újra!)